# Otto II. von Salm-Kyrburg
Otto II. von Salm Kyrburg (* 1578; † 1637) war Wild- und Rheingraf zu Kyrburg und Graf zu Salm. Er war ein Sohn von Otto I. (1545–1607) und Ottilie von Nassau-Weilburg (1546–1604).
Otto Wild- und Rheingraf war ein Bruder von Johann IX. und Johann Kasimir von Salm-Kyrburg. Otto erhielt in der brüderlichen Teilung 1607 die Herrschaften Dhronecken und Wildenburg und wurde somit Stifter der Linie Dhronecken. Er war zwei Mal verheiratet: zunächst mit Claudia von  Manderscheid-Schleiden und danach mit Philippa Barbara von Fleckenstein
Otto Wild- und Rheingraf war Mitglied des Ritterordens der grünen Binde mit der goldenen Klippe, die Leitung dieses Ritterordens hatte Markgraf Georg Friedrich (Baden-Durlach) im Jahr 1608 von seinem Bruder Ernst Friedrich übernommen. Ernst Friedrich (Baden-Durlach) hatte den Orden für protestantische Adelige als ersten Badischen Ritterorden gegründet. Der Orden hieß ursprünglich der Orden mit der blauen Binde.
Otto kämpfte unter Markgraf Georg Friedrich (Baden-Durlach) gegen Johann T’Serclaes von Tilly (1559–1632), trat später in schwedische Dienste und wurde Statthalter des rheinischen Kreises. Im Elsass leitete er 1633 die Kriegsoperationen als General-Statthalter und wurde von König Gustav II. Adolf von Schweden (1594–1632) belohnt. 1634 eroberte er Philippsburg. Am 30. März 1635 wurde er anstelle von Axel Oxenstierna (1583–1654) zum Vizedirektor des Heilbronner Bundes gewählt, im Prager Frieden 1635 jedoch geächtet, so dass er nach Finstingen floh.